# Montaillou
Montaillou je malá ves v jižní Francii (v její okcitánské části). Leží ve východní části Pyrenejí, departementu Ariège, kantonu Ax-les-Thermes v nadmořské výšce 1325 m n. m. a náleží k ní pozemky o rozloze 8,61 km². Dnes má pouhých 14 obyvatel. Montaillou byla jednou z posledních bašt albigenských.
Proslavila ji kniha Emmanuela Le Roy Ladurie Montaillou, okcitánská vesnice v letech 1294–1324, klasické dílo mikrohistorie, v níž podrobně analyzuje na základě zápisů inkvizice nejen jaký dopad na život místních venkovanů měly inkviziční procesy, které zde nechal vést biskup Jacques Fournier, pozdější papež Benedikt XII., ale také nejrůznější aspekty života obyvatel pozdně středověké vesnice v průběhu několika let.
Žije zde pár stálých obyvatel, podle příjmení potomků katarů z tehdejší doby.

## Geografie
Sousední obce: Comus, Camurac, Prades a La Fajolle.

## Demografie
Počet obyvatel